# Bandeira de Russas
A bandeira de Russas é um dos símbolos oficiais do município de Russas, do estado do Ceará.